# Daysleeper
"Daysleeper"  er en sang af det amerikanske alternative rockband R.E.M., og den blev udgivet som den første single fra deres elvte studiealbum Up den 12. oktober 1998. Den blev sunget fra en synspunktet af en person der har natarbejder, der svarer nogle kolleger, og sangen fokuserer på at ens tidsforståelse bliver disorienterede og skæve døgnrytme man får af den slags arbejde, og at det kan lede til fortvivlelse og tab af identitet. Forsangeren Michael Stipe udviklede sangens koncept, efter han bemærkede et skilt med teksten "daysleeper" på en lejlighedsdør i New York City.

## Spor
Alle sange er skrevet af Peter Buck, Mike Mills og Michael Stipe med mindre andet er indikeret.
CD
1. "Daysleeper" (Single edit) – 3:31
2. "Emphysema" – 4:21
3. "Why Not Smile" (Oxford American version) – 2:59

7" & kassettebånd
1. "Daysleeper" (Single edit) – 3:31
2. "Emphysema" – 4:21

Japansk 3" CD
1. "Daysleeper" (Single edit) – 3:31
2. "Sad Professor" (Live i studiet, Toast, San Francisco, Californien) – 3:58

## Hitlister
| Hitliste (1998)                                  | Højeste placering |
| ------------------------------------------------ | ----------------- |
| Australia (ARIA)                                 | 57                |
| Østrig (Ö3 Austria Top 40)                       | 17                |
| Belgien (Ultratip Flanderen)                     | 9                 |
| Canada (RPM)                                     | 5                 |
| Germany (Media Control AG)                       | 57                |
| Ireland (IRMA)                                   | 15                |
| Holland (Single Top 100)                         | 64                |
| New Zealand (RIANZ)                              | 18                |
| Norge (VG-lista)                                 | 12                |
| Sverige (Sverigetopplistan)                      | 46                |
| Schweiz (Schweizer Hitparade)                    | 49                |
| Storbritannien Singles (Official Charts Company) | 6                 |
| US Billboard Hot 100                             | 57                |
| US Adult Pop Songs (Billboard)                   | 33                |
| US Alternative Songs (Billboard)                 | 18                |
| US Hot Mainstream Rock Tracks (Billboard)        | 30                |
| US Triple A (Billboard)                          | 1                 |